# Hachem Abbès
Hachem Abbès, né le 1er décembre 1986 à Sfax, est un footballeur tunisien. Il évolue au poste de défenseur central au Al-Nahda Club.
Il a longtemps joué au Club sportif sfaxien, dans la même équipe que son frère Amine Abbès et que son père avant eux.

## Clubs
- ?-janvier 2012 : Club sportif sfaxien
  - août 2007-juin 2008 : Stade gabésien (prêt)
  - août 2009-juin 2010 : Espérance sportive de Zarzis (prêt)
  - septembre-décembre 2011 : Widzew Łódź (prêt)
- janvier 2012-janvier 2014 : Widzew Łódź
- janvier 2014-juillet 2016 : Stade tunisien
- juillet 2016-janvier 2018 : Stade gabésien
- janvier 2018-août 2019 : Étoile sportive de Métlaoui
- depuis août 2019 : Al-Nahda Club

## Palmarès
- Coupe de la confédération (2) :
  - Vainqueur : 2007, 2008
  - Finaliste : 2010
- Coupe nord-africaine des vainqueurs de coupe (1) :
  - Vainqueur : 2009
- Coupe de Tunisie (1) :
  - Vainqueur : 2009
  - Finaliste : 2010